# Fforest Fawr
Fforest Fawr är en bergskedja i Storbritannien.   Den ligger i riksdelen Wales, i den södra delen av landet, 240 km väster om huvudstaden London.